# Роттек, Герман фон
Герман фон Роттек (25 августа 1816, Фрайбург — 12 июля 1845) — германский историк и юрист, сын Карла Венцеслава Роттека.

## Биография
Изучал право, философию и историю в университете Фрайбурга, в 1840 получил степень доктора философии, в 1841 году — доктора права. Придерживался либеральных политических взглядов, в 1842 году безуспешно пытался избраться в баденский парламент от оппозиции. Из-за проблем с властями герцогства, связанных с его вмешательством в политику, его габилитация и присвоение ему звания приват-доцента состоялись только в 1844 году, а спустя год он скончался в возрасте 29 лет от смертельной болезни.
Кроме биографии своего отца, издал продолжение к его «Allgemeine Geschichte» и «Bildgalerie» (1841) к этой «истории» и написал «Poetische Untersuchungen» (Фрайбург, 1838) и «Das Recht der Einmischung in die innern Angelegenheiten eines fremden Staats» (Фрайбург, 1845). Был также редактором множества статей для нового издания «Rotteck Welcker Staatslexikon».